# Friend Baker
Friend F. Baker (* 10. April 1890 in Nebraska; † 20. März 1988) war ein US-amerikanischer Kameramann und Filmtechniker. Er war entscheidend an der Entwicklung eines Kamerasystems für 3D-Filme beteiligt, das Anfang der 1950er Jahre unter dem Namen „Natural Vision“ vermarktet wurde.

## Leben
Der aus Nebraska stammende Baker begann seine Karriere in der Filmbranche im Oktober 1914 bei Universal Pictures, wo er zunächst Einakter und dann auch Zweiakter drehte. Später arbeitete er auch für Triangle Film, die Fox Film, Vitagraph und die Jesse L. Lasky Feature Play Company. Insgesamt übernahm er die Kameraarbeit bei etwa 30 Filmproduktionen. Er arbeitete mit Regisseuren wie Edward LeSaint, William Worthington, John Ford, Frank Beal und Benjamin B. Hampton. Baker war Mitglied der American Society of Cinematographers (ASC).
Baker forschte lange zur Erstellung von Farbfilmen. Gemeinsam mit Milton M. Moore entwickelten sie eine Bewegtbildkamera, die Farbbilder aufnehmen konnte; ihre Entwicklung meldeten beide Ende Mai 1921 zum Patent an.
1922 wechselte Baker in die Forschungsabteilung von Universal Pictures, wo er an der Entwicklung neuer Effekte in der Fotografie arbeitete. Parallel arbeitete er sporadisch noch an Filmproduktionen. So war er bei den Dreharbeiten zu Der Glöckner von Notre Dame (1923) einer der Kameramänner, die an den photographischen Spezialeffekten arbeiteten, wofür er aber keine Nennung im Abspann erhielt. Für weitere Produktionen wie Entfesselte Elemente (1926) oder Banditenlied (1930) fungierte er ungenannt als Second Camera Operator. Anfang der 1930er Jahre zog er sich von der Arbeit als Kameramann beim Film komplett zurück.
Über viele Jahre experimentierte Baker privat auch mit stereoskopischen Verfahren. Bis Ende der 1940er Jahre entwickelte er eine Dual-Kamera für 16-mm-Film, mit der man 3D-Filme erstellen konnte. Das System zeigte er dem befreundeten Kameramann Lothrop Worth. Beide gründeten das Unternehmen Baker & Worth Inc. Baker meldete die Erfindung im August 1949 zum Patent an. Das Patent wurde im Februar 1953 bewilligt.
Nachdem der Drehbuchautor Milton Gunzburg mit Bakers Kamera angefertigte Aufnahmen gesehen hatte, überzeugte er seinen Bruder Julian, einen Augenarzt, in die Produktion einer 3D-Kamera für 35-mm-Film zu investieren. Gemeinsam mit dem Kameratechniker O. S. „Bud“ Bryhn produzierten Baker und Worth die Kamera. Baker und Worth verkauften ihr System an die Gunzburgs, die es unter dem Namen „Natural Vision“ vermarkteten. Die erste mit der von Baker entwickelten Technik gefilmte Produktion war Arch Obolers Abenteuerfilm Bwana, der Teufel. Sie löste einen kurzen Boom an 3D-Filmen aus.
Später betrieb er das Unternehmen Friend Baker Engineering Co. in Hollywood. Er war Mitglied der Society of Motion Picture and Television Engineers.
Friend Baker starb im März 1988 im Alter von 97 Jahren.

## Filmografie
- 1915: The Long Chance
- 1916: What Love Can Do
- 1916: Love Never Dies
- 1917: The Devil’s Pay Day
- 1917: The Man Who Took a Chance
- 1917: The Clock
- 1917: The Car of Chance
- 1917: The Clean-Up
- 1917: Cheyenne’s Pal
- 1918: Her American Husband
- 1918: Painted Lips
- 1918: Nobody’s Wife
- 1918: The Devil’s Wheel
- 1918: The Scarlet Road
- 1918: The Bird of Prey
- 1918: Kultur
- 1919: The Call of the Soul
- 1919: Hell-Roarin’ Reform
- 1919: The Rebellious Bride
- 1919: The Sneak
- 1919: Chasing Rainbows
- 1919: The Broken Commandments
- 1919: Thieves
- 1920: Merely Mary Ann
- 1920: Trumpet Island
- 1920: The Girl of My Heart
- 2020: Two Moons
- 1921: While the Devil Laughs
- 1922: The Gray Dawn
- 1922: Heart’s Haven